# Миканба, Владимир Тачевич
Владимир Тачевич Миканба (абх. Владимир Тач-иҧа Мканба 23 сентября 1931, пос. Новый Афон, Гудаутский район, Абхазская АССР, СССР — 21 февраля 2010 Сухум) — политический и военный деятель Абхазии; с 1996 по 2002 — министр обороны Абхазии.

## Биография
В 1960 году окончил Московский автодорожный институт.
В 1960—1975 годах работал в Сухумском таксомоторном АТП на различных должностях вплоть до директора.
В 1975—1985 годах — председатель Сухумского горсовета.
С марта 1985 года по июль 1989 года — министр местной промышленности Абхазской АССР .
В 1989—1992 годах — первый заместитель председателя Совета министров Абхазской АССР.
В 1989 году издана брошюра СО «Углекислотные экстракты», в работе которой освещены вопросы получения СО-экстрактов на Сухумском опытном заводе углекислотных экстрактов и так далее. (Издательство «Алашара» 1989, 56 с.)
В 1992—1999 годах — вице-премьер правительства Абхазии, в 1996—2002 году — министр обороны, заместитель Главкома Вооруженными силами Абхазии.
С 2002 года — советник президента Абхазии.
С 2005 года — Президент футбольного клуба «Динамо» Сухум.
С 2005 года — учредитель газеты «Спортивная Абхазия» и основатель В 2008—2010 гг. — директор и основатель спортивно-оздоровительного комплекса «Динамо» в Сухуме.
21 февраля 2010 года скоропостижно скончался в Сухуме.
В 2011 году по инициативе члена Политсовета КПРА Абхазии Э. Пилия выпущена почтовая марка с изображением В. Т. Миканба, что является знаком увековечения его памяти.

## Семья
- Жена — Ада Николаевна Джергения
- Сын — Даур Владимирович
- Сын — Владимир Владимирович